# Frederick Albert Winsor

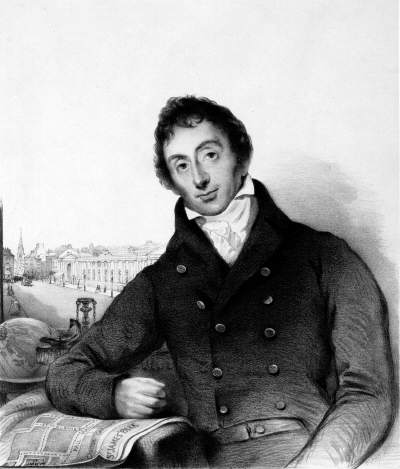
Retrato de Frederick Albert Winsor, litografía

Frederick Albert Winsor, originalmente Friedrich Albrecht Winzer (Braunschweig, Alemania, 1763-París, 11 de mayo de 1830) fue un inventor alemán, uno de los pioneros de la iluminación con gas en el Reino Unido y Francia.
Winsor fue a Gran Bretaña antes de 1799 y se interesó en la tecnología y la economía de los combustibles. En 1802 se trasladó a París para investigar la termo-lámpara, que el ingeniero francés Philippe Lebon había patentado en 1799. Volviendo a Gran Bretaña, abrió una fábrica de gas e iluminó en 1807 uno de los lados de la calle Pall Mall de Londres mediante lámparas de gas. Entre 1804 y 1809 le concedieron las patentes de varios hornos de gas y purificadores. Solicitó algunos privilegios al Parlamento para su compañía Gas Light and Coke Company (la primera fábrica de gas del mundo, en la que se obtenía gas de hulla), siendo denegados. Winsor volvió a París, pero su compañía no consiguió avanzar mucho por lo que cerró en 1819.
El sistema de destilación de gas usado por Winsor consistía en una olla de hierro con una tapa. Esta tenía un tubo en el centro para conducir la condensación hacia una vasija cónica, con perforaciones hacia compartimentos para purificarlo de sulfuro de hidrógeno y amoníaco. El resultado no era muy bueno, ya que el gas obtenido al quemarse emitía un olor un tanto picante. 
Winsor publicó Description of the Thermo-lamp Invented by Lebon of Paris 1802, Analogy between Animal and Vegetable Life, Demonstrating the Beneficial Application of the Patent Light Stoves to all Green and Hot Houses en 1807.
Una placa verde en la calle Pall Mall de Londres señala a los visitantes su primera iluminación de la mano de Winsor. La antigua carretera de acceso a Beckton Gas Works en Beckton recibió el nombre de Winsor Terrace en su honor.